# Fondation Georges-Zongolopoulos

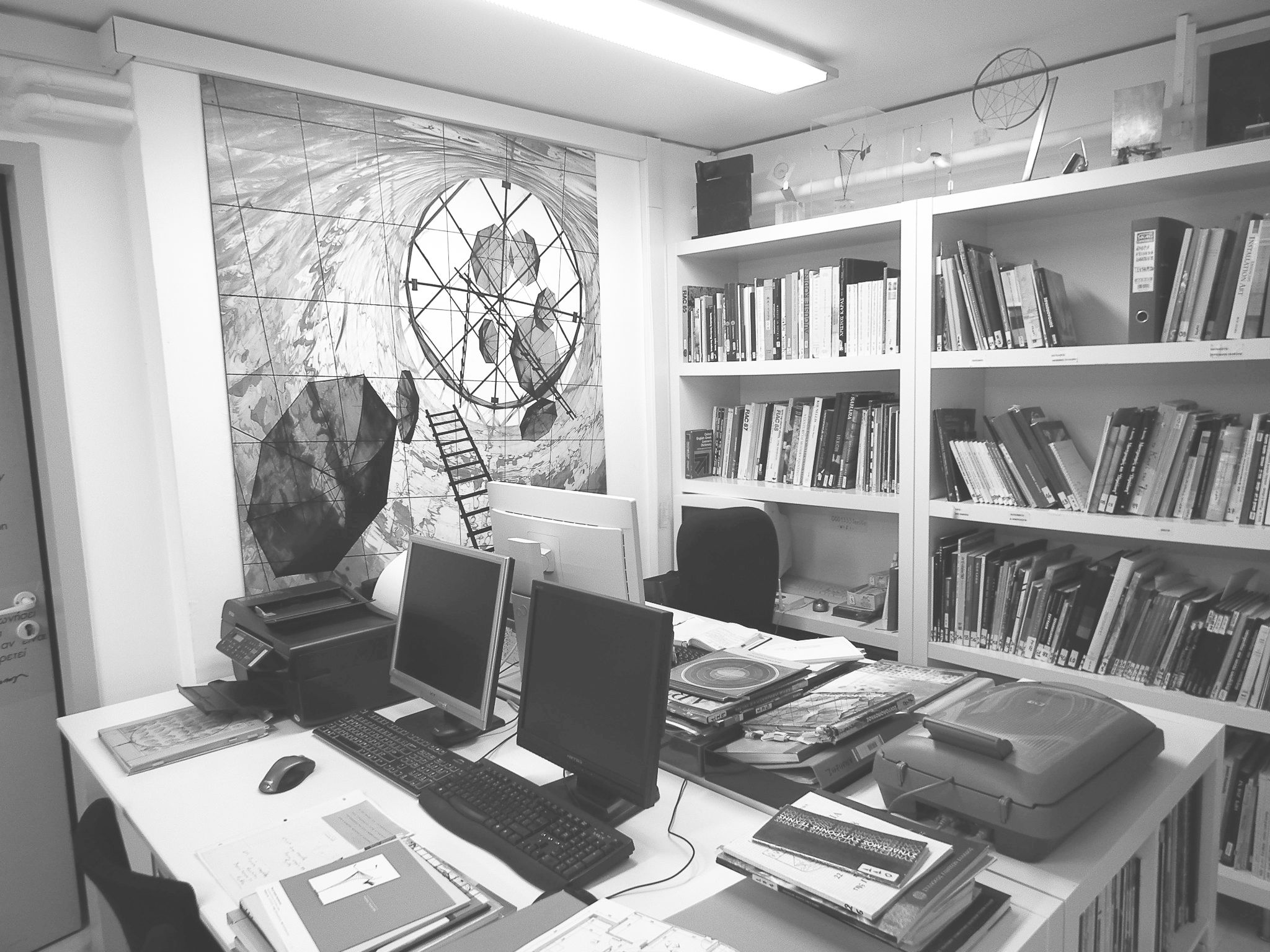
Fondation Georges-Zongolopoulos

La Fondation Georges-Zongolopoulos est un établissement d’utilité publique grec, à but non lucratif, fondé par le sculpteur Georges Zongolopoulos (1903-2004) à Athènes en 2004. 

## Identité
La Fondation Georges-Zongolopoulos détient l’ensemble de l’œuvre du sculpteur et de son épouse, Eleni Paschalidou-Zongolopoulou  (1909-1991). La Fondation est le titulaire légal des droits de propriété intellectuelle de l’œuvre des deux artistes ainsi que des droits de reproduction.
Elle se situe au domicile du couple Zongolopoulos à Psychikó, à proximité de la Glyptothèque extérieure de Psychiko – Place Giorgos-Zongolopoulos créée en 2010 par la collaboration de la mairie de Psychiko/Philothéi (Filothei-Psychiko) et de la Fondation Georges-Zongolopoulos. On peut y visiter l’atelier de l’artiste.

## Objectifs de la Fondation
Les objectifs de la Fondation sont les suivants :
- Le rassemblement, l’étude et la diffusion de données concernant la vie et l’œuvre du sculpteur Georges Zongolopoulos.
- La promotion et la diffusion de la sculpture et de la peinture grecques par la réalisation d’expositions périodiques.
- L’organisation d’expositions artistiques dans le but de diffuser les beaux-arts auprès du public.
- L’acquisition et la sauvegarde d’autres œuvres du sculpteur, par achat ou par donation.
- Le financement de jeunes sculpteurs talentueux diplômés de l’Ecole Supérieure des Beaux-arts.

## Collection
La collection de la Fondation regroupe des sculptures, des maquettes de monuments, des dessins, des croquis, des études mais aussi des tableaux d’Eleni Paschalidou-Zongolopoulou et de Georges Zongolopoulos lui-même dont l’œuvre picturale est quasiment inconnue par le grand public. Une mention spéciale doit être accordée aux maquettes de sculptures monumentales qui se trouvent dans l’espace public et dont certaines ont représenté la Grèce à la Biennale de Venise.
Les visiteurs peuvent voir en taille réduite des œuvres telles que le Monument de Zálongo (réalisé in situ à Zaloggo de 1945 à 1960) ou Cor-ten (placé en 1966 à l’entrée de l’Exposition Internationale de Thessalonique ; il s’agit d’une des premières œuvres abstraites à avoir été ainsi exposée en Grèce), les Parapluies exposés à Thessalonique en 1997 et à Psychiko en 1998, Tel-Néant (1997) disposé au siège de l’Organisme des Télécommunications de Grèce à Maroussi, le Pilier (1999) disposé au Parc Rizari (à la station de métro Evaggelismos), Ethrio qui relie depuis 1999 le parterre de la place Syntagma à la station souterraine du même nom et le Pentacycle, sculpture hydro-cinétique installée sur la place Omonia depuis 2001.

## Activités
La Fondation Georges-Zongolopoulos : 
- est l’organisme compétent pour la certification des sculptures de Georges Zongolopoulos ;
- propose des services de collaboration et de conseils aux propriétaires privés et publics des sculptures de l’artiste en ce qui concerne la conservation/restauration et l’installation des œuvres ;
- réalise des expositions ;
- développe des programmes éducatifs et culturels concernant l’œuvre des deux artistes et l’art grec contemporain ;
- réalise sur une base mensuelle des visites guidées gratuites à la Glyptothèque extérieure de Psychiko – Place Giorgos-Zongolopoulos.